# Klooster Bethlehem (Utrecht)
Het Klooster Bethlehem of het Klooster Maria te Bethlehem is een inmiddels verdwenen klooster dat stond in de huidige Utrechtse buurt Pijlsweerd. Het werd gebouwd in 1423 als buitenplaats van het Ceciliaklooster aan de Neude. In 1425 werd de buitenhof een zelfstandig klooster. Het werd afgebroken in 1607. De straatnamen Bethlehemweg, Tiendstraat, Kerkweg en Kruisweg herinneren nog aan het klooster.
Agnietenklooster · Andreasklooster · Sint-Barbaraklooster · Begijnhof · Klooster Bethlehem · Brigittenklooster · Catharijneconvent · Ceciliaklooster · Cellebroedersklooster · Klooster Cenakel · Duitse Huis · Hieronymusconvent · Jeruzalemklooster · Karmelietenklooster · Kathedraalschool · Maria Magdalenaklooster · Mariëndaal · Minderbroederklooster · Nieuwlicht · Sint-Nicolaasklooster · Paulusabdij · Predikherenklooster · Regulierenklooster · Sint-Servaasabdij · Sint-Stevensabdij · Sint Ursulaklooster · Vredendaal · Wittevrouwenklooster